# Ácido hexafluorossilícico
Ácido hexafluorossilícico é o composto inorgânico com a fórmula H2SiF6. É um produto da produção de fluoreto de hidrogênio e da produção de fertilizantes de fosfato.